# Ави, Антуан Сильвен
Антуан Сильвен Ави (фр. Antoine Sylvain Avy; 25 мая 1776, Крессье, Швейцария — 13 января 1814, Мерксем, Нидерланды) — французский военачальник эпохи Наполеоновских войн, бригадный генерал (1811), барон (1810). Командовал бригадой лёгкой кавалерии. Убит при осаде Мерксема.

## Биография
По происхождению Ави был швейцарцем. Родился в 1776 году. С началом Революционных войн во Франции добровольно вступил в волонтёрский батальон. В 1793 году Ави был отправлен на подавление Вандейского мятежа. В ноябре 1794 года он получил звание сержанта. 13 марта 1795 год — 2-й лейтенант. Тогда же Ави отправили в Восточно-Пиренейскую армию. Ави был ранен и попал в плен к англичанам, где пробыл несколько месяцев. С 8 января 1798 года он носил звание 2-го лейтенанта 10-го гусарского полка. В феврале 1800 года он былназначен адъютантом Поля Франсуа Барраса. В июле 1800 года его перевели в Итальянскую армию. В 1802 году лейтенант Ави ушёл в отставку .
В октябре 1806 года Ави вернулся на военную службу в звании капитана штаба 10-го армейского корпуса Великой армии. С 10 мая 1807 года командовал эскадроном. В 1807 Антуан Сильвен Ави участвовал в осаде Данцига, Гейльсбергском и Фридландском сражениях. 17 июля 1808 года он получил звание полковника штаба. В 1810—1812 годах Ави находился во французских частях в Испании. 9 января 1810 года получил титул барона Империи. 19 мая 1811 года произведён в звание бригадного генерала. С ноября 1811 по февраль 1812 года Ави командовал 2-й бригадой резервной дивизии Южной армии.
С марта по 4 (16) июля 1813 года барон командовал бригадой легкой кавалерии Центральной армии, с июля по сентябрь — 3-й бригадой 2-й кавалерийской дивизии Пиренейской армии. С ноября 1813 года Ави принимал активное участие в боевых действиях в Германии и Нидерландах; с декабря Ави состоял во 2-й дивизии 1-го корпуса-бис Великой армии. 1 (13) января 1814 года, во время осады Мерксема, бригадный генерал Ави был смертельно ранен и вскоре умер.

## Память
Впоследствии один из фортов Антверпена получил название «люнет Ави».

## Награды
- шевалье ордена Почётного легиона (1807)
- кавалер ордена Военных заслуг Карла Фридриха (Великое герцогство Баден) (1809).